# James Bradley
James Bradley (Sherborne, marzo 1693 – Chalford, 13 luglio 1762) è stato un astronomo inglese.

## Biografia
Nacque a Sherborne, presso Cheltenham nel Gloucestershire nel marzo 1693. Entrò al Balliol College, Oxford il 15 marzo 1711, e conseguì il Bachelor of Arts e Master of Arts rispettivamente nel 1714 e 1717.
Compì le sue prime osservazioni alla rettoria di Wanstead in Essex, sotto la tutela dello zio, il reverendo James Pound (anche lui un abile astronomo). Fu eletto membro della Royal Society il 6 novembre 1718.  
L'anno seguente Bradley prese gli ordini e divenne vicario di Bridstow, e il suo amico Samuel Molyneux gli procurò una piccola sinecura in Galles. Vi rinunciò nel 1721, quando fu nominato alla Savilian chair of astronomy ad Oxford.  
Bradley è noto soprattutto per la scoperta dell'aberrazione della luce, che fu annunciata alla Royal Society nel gennaio 1729 e che fornì anche la prova sperimentale definitiva del moto di rivoluzione terrestre. Attese però fino al 14 febbraio 1748 per annunciare la scoperta della nutazione, dopo averla minuziosamente studiata durante un'intera rivoluzione dei nodi dell'orbita lunare (18.6 anni). Nello stesso anno vinse la Medaglia Copley, il più importante premio assegnato dalla Royal Society di Londra.
Nel 1742, fu nominato successore di Edmund Halley alla carica di Astronomo Reale.
Nel 1761 si ritirò in cattive condizioni di salute a Chalford nel Gloucestershire, dove morì il 13 luglio dell'anno successivo.
La pubblicazione delle sue osservazioni astronomiche fu ritardata a causa di discussioni sulla paternità, alla fine furono pubblicate in due volumi nel 1798 e 1805. Friedrich Wilhelm Bessel utilizzò proprio le osservazioni di Bradley per calcolare l'esatta posizione di più di 3000 stelle e per le sue tavole di rifrazione atmosferica.

## Opere

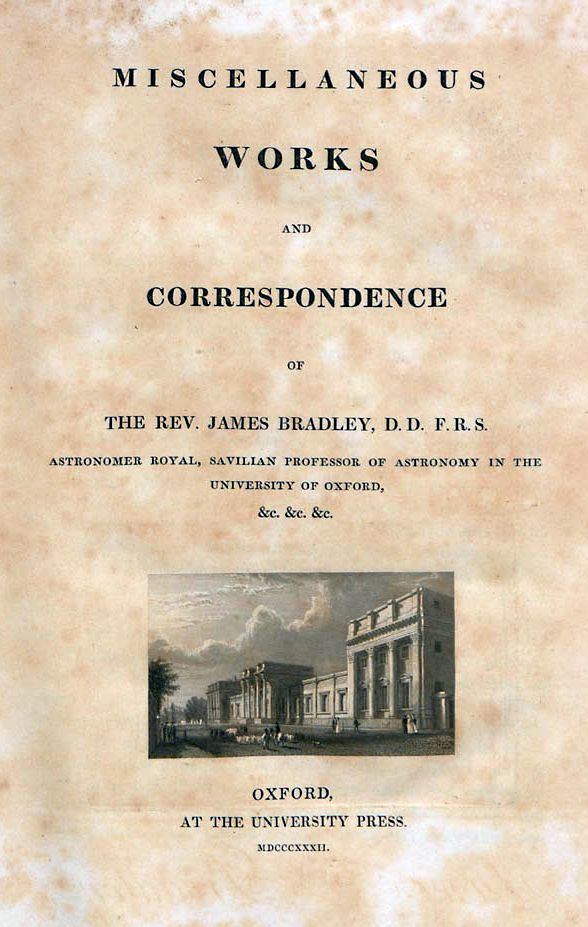
Miscellaneous Works and Correspondence, 1832

- (EN) Supplement to Dr. Bradley's Miscellaneous Works, with an account of Harriot Astronomical Papers, Oxford, University Press, 1739.
- (EN) Miscellaneous Works and Correspondence, Oxford, University Press, 1832.